# سوق واقف (مسلسل)
سوق واقف هو مسلسل كويتي من إنتاج مسرح السلام.

## سوق واقف
«سوق واقف» دراما كوميدية جديدة بنظر منتجي العمل، وستعالج أهم وأبرز القضايا الاجتماعية التي تشكل ظواهر واضحة في المجتمع، وهي خلطة موجهة للأسرة بأكملها، حيث تعزز القيم الإنسانية والدينية، كما أن تدعو إلى التمسك بالعادات والتقاليد والتراث الجميل والقيم الاصيلة والهوية الخاصة بمجتمعنا، وسيقدمها أبطال العمل بصورة كوميدية مبسطة لتصل لقلوب المشاهدين بسهولة وسيعرض في شهر رمضان القادم.فكرة المسلسل تدعو إلى التمسك بالعادات والتقاليد والتراث الجميل والقيم الاصيلة والهوية الخاصة بمجتمعنا، وسيقدمها أبطال العمل بصورة كوميدية مبسطة لتصل لقلوب المشاهدين بسهولة.
وهو عمل اجتماعي ذو كوميديا خفيفه سيعالج أهم وأبرز القضايا الاجتماعية التي تشكل ظواهر واضحة في المجتمع، وهي خلطة موجهة للأسرة بأكملها، حيث تعزز القيم الإنسانية والدينية، كما أن فكرة المسلسل

## المرشحون للبطولة
غانم الصالح، إبراهيم الصلال، جاسم النبهان،
انتصار الشراح، لطيفه المجرن، فخريه خميس، هبه الدري، خالد البريكي، مشعل الشايع، أحمد العونان، خالد السعدون.
| سبقه مصاص الدماء 2009 | أعمال مسرح السلام 2009 | تبعه نور عيني |